# Хома Михайло
Михайло Хома (псевдо.: «Довбуш», «Збуй», «Обух», «Юрко»; нар. 1919, с.Литвинів, нині Тернопільський район, Тернопільська область — пом. 16 квітня 1946, с. Котів, нині Тернопільський район, Тернопільська область) — український військовик, провідник Бережанської округи ОУН. Лицар Срібного Хреста заслуги (25.04.1945).

## Життєпис
Завдяки його старанню була сформована сотня «Лісовики».

## Нагороди
Відзначений Срібним Хрестом заслуги (25.04.1945).